# Rosalina Neri
Pour les articles homonymes, voir Neri.
Rosalina Neri, née le 12 novembre 1927 à Arcisate (Lombardie) et morte le 5 juin 2024 à Milan (Lombardie), est une chanteuse lyrique et une actrice italienne.

## Biographie
Rosalina Neri est née à Arcisate dans la province de Varèse en Lombardie. Elle commence sa carrière en 1954, apparaissant dans la comédie musicale Tobia la candina spia de Pietro Garinei et Sandro Giovannini. Elle fait ses débuts à la radio sur la RAI dans l'émission de variétés Invito al sorriso de Marcello Marchesi, et  bénéficie d'une couverture médiatique en raison de sa ressemblance avec Marilyn Monroe, ce qui lui vaut d'être étiquetée comme la « Marilyn Monroe italienne » et le surnom de Marilina,,.
Lors d'un voyage en Angleterre, elle fait la connaissance du  chef d'orchestre Jack Hylton, avec qui elle entame une relation et a une fille, nommée Angela,,. Au cours de sa carrière, elle a été active sur scène et a travaillé entre autres avec Giorgio Strehler et Umberto Simonetta.

## Filmographie
- 1956 : I pinguini ci guardano de Guido Leoni.
- 1957 : Lazzarella de Carlo Ludovico Bragaglia
- 1958 : Tu n'es pas sérieuse (Valeria ragazza poco seria) de Guido Malatesta.
- 1970 : Bouches cousues  (Bocche cucite) de Pino Tosini.
- 1988 : La Maison du sourire (La casa del sorriso) de Marco Ferreri.